# Kriegerdenkmal (Naundorf)
Das Kriegerdenkmal am Nordende des Angers Altnaundorf steht im Stadtteil Naundorf des sächsischen Radebeul. Das Ehrenmal für die Gefallenen des Dorfes im Ersten Weltkrieg ist ein Kulturdenkmal.

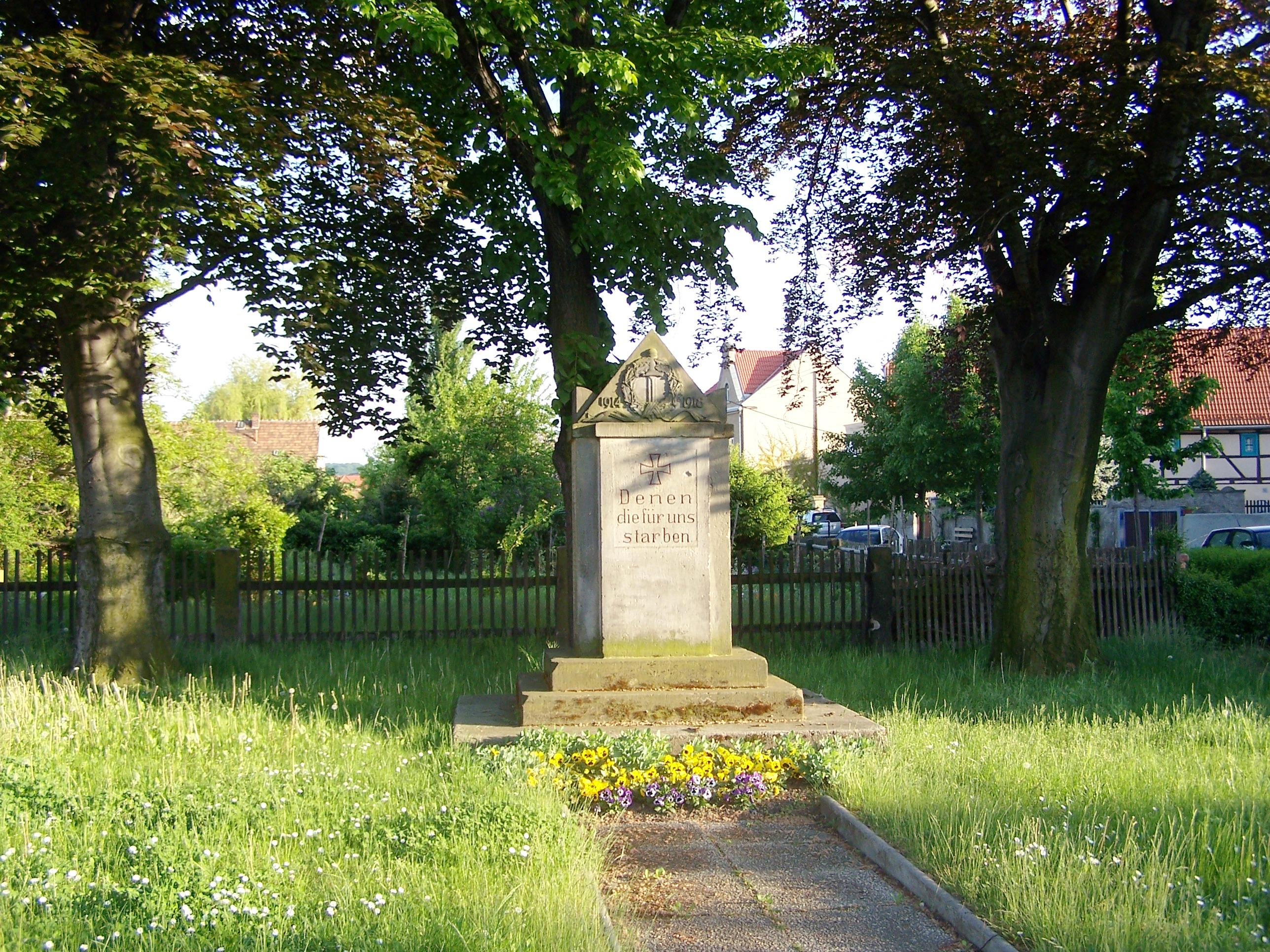
Kriegerdenkmal am Anger von Altnaundorf

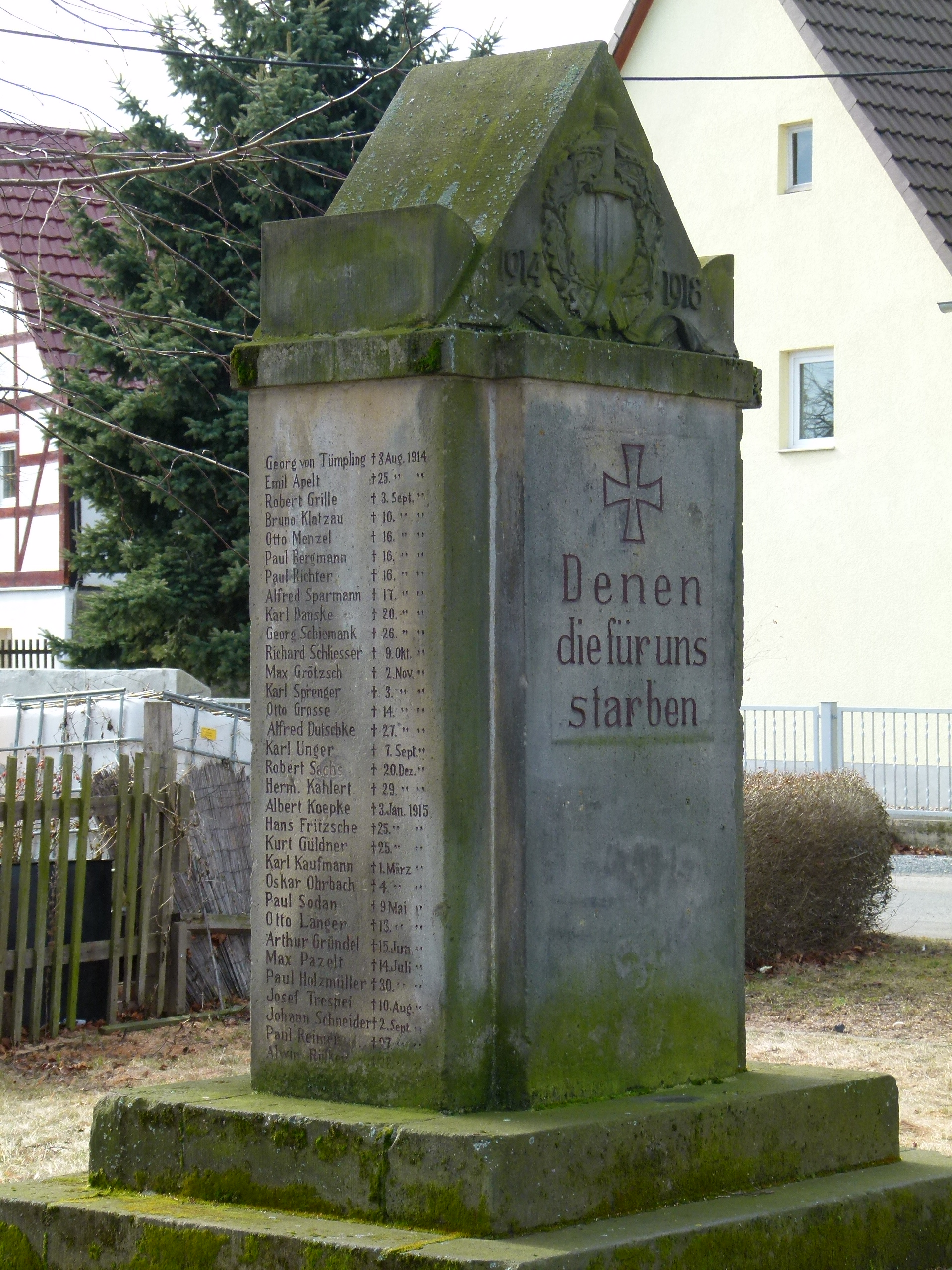
Nahansicht des Ehrenmals mit seitlicher Inschrift der Gefallenennamen

## Beschreibung
Die pfeilerartige, 1922 errichtete Sandstein-Stele auf drei übereinanderliegenden Sandsteinplatten hat einen dreieckförmigen Aufsatz mit Eckakroterien, auf dem Aufsatz befindet sich ein Relief aus Kranz und Schwert, rechts und links die Jahreszahlen 1914 und 1918.

Auf der Vorderseite des Denkmals befindet sich die dreizeilige Inschrift 

„Denen/die für uns/starben“

Auf den Seiten stehen die Namen der Gefallenen des Dorfs Naundorf.